# ویلیم هارانگوزو
ویلیم هارانگوزو (انگلیسی: Vilim Harangozo؛ زادهٔ ) یک بازیکن تنیس روی میز است. 
وی در مسابقات کشوری و بین‌المللی در مجموع برنده ۱ مدال طلا، ۲ مدال نقره، ۲ مدال برنز شده‌است.